# چلسی (لندن)
چلسی منطقه‌ای در غرب لندن و جنوب رودخانه تیمز است که در مرز شرقی آن رودخانه وستبورن قرار دارد. همچنین ایستگاه مترو اسلون در این منطقه ساخته شده‌است. باشگاه فوتبال چلسی که یکی از بزرگ‌ترین باشگاه‌های فوتبال جهان و بزرگ‌ترین باشگاه فوتبال لندن است در جاده فولهام و در این منطقه قرار دارد.

## نگارخانه

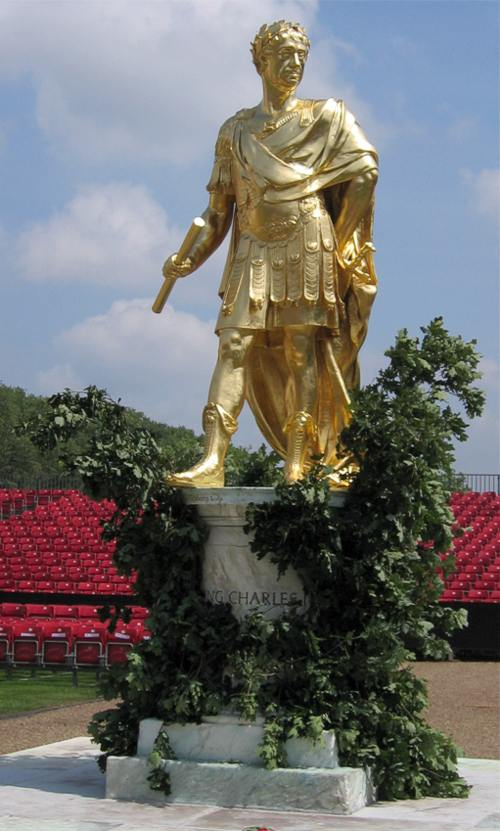
مجسمه چارلز دوم انگلستان
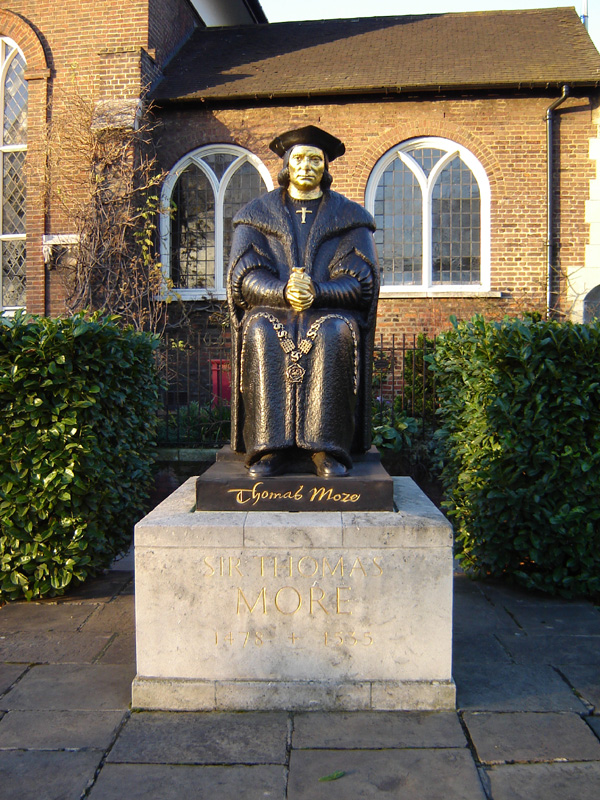
مجسمه توماس مور
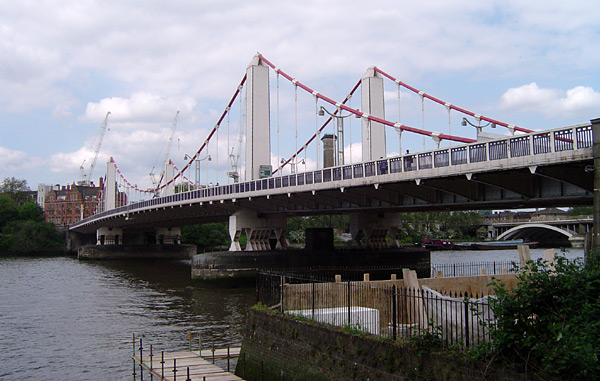
پل چلسی
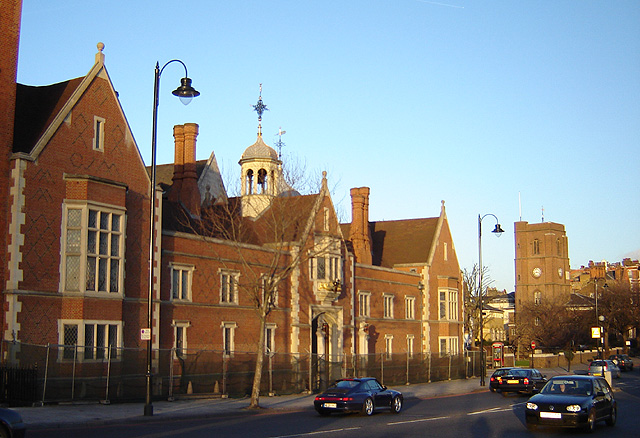
محله کروزبی
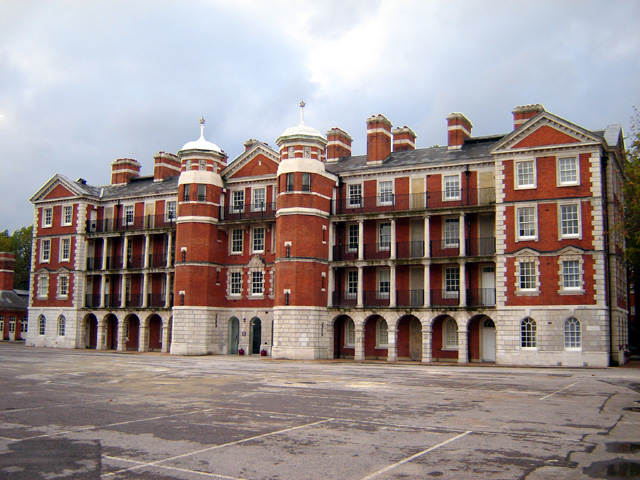
دانشگاه هنر و طراحی چلسی